# 吳幹

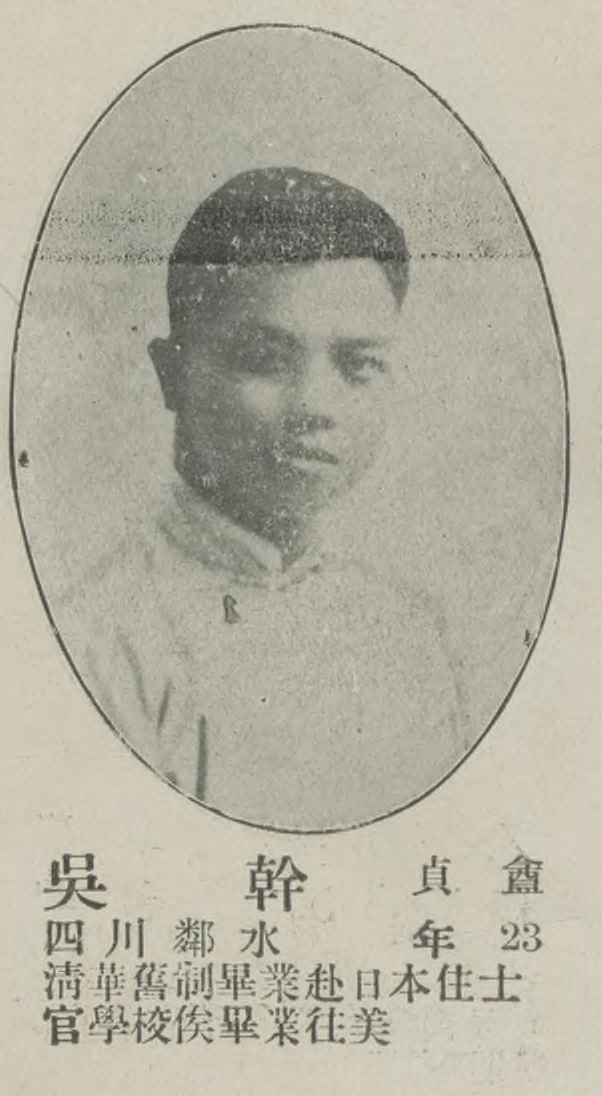
民16《靑年勵志會會務紀聞》中的吳幹肖像

吳幹（1903年2月24日—1990年6月22日）（清光绪二十九年正月二十七-民國七十九年六月二十二），字貞盦，光緒廿九年正月廿七日生，四川省鄰水縣人，經濟學家，中華民國第一屆立法委員，東吳大學經濟系，商學院的創始人。

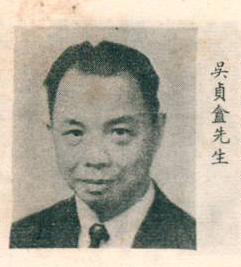

## 簡歷[3][4][5]
- 清華大學畢業
- 日本陸軍士官學校第二十期步科肄業（1927年10月-1929年7月）
- 美國威士康辛大學經濟系學士
- 繼修哥倫比亞大學經濟系博士學位
- 民國22年（1933年）至35年（1946年）任國立中央大學經濟系教授、系主任及總務長
- 重慶和平銀行董事長，重慶市臨時參議會、參議會參議員[6]
- 三青團中央大學分團部監察長、重慶支團幹事
- 中央訓練團黨政教育處第一二三期少將主任秘書兼訓育幹事
- 民國29年（1940年），鄰水縣銀行成立，吳貞盦任董事長[7]
- 民國35年（1946年），任重慶大學總務長兼經濟學教授、私營複禮銀行董事長、三育團重慶支團學校分團幹事長
- 民國35年（1946年）至38年（1949年），任國立暨南大學商學院院長兼銀行學系主任，兼中國國民黨重慶市黨部委員
- 民國37年1月21日(1948年)，當選四川省第八選區第一屆立法委員
- 民國38年（1949年）去香港九龍，與錢穆合辦香港達德學院
- 民國38年（1949年），任中央銀行顧問兼理經濟研究處處長、臺灣大學教授
- 民國55年（1966年）、民國57年（1968年）先後與人合資大宇鋼鐵公司、大基針織公司，自任董事長。[8]
- 東吳大學在臺復校時，故校長端木愷先生就把他的私人住宅作抵押，還不夠，吳幹先生立刻將自己的房舍也拿出來抵押，才解決了貸款的問題
- 民國57年（1968年）至六十八年（1979年）任東吳大學商學院院長
- 後曾任東吳大學經濟研究所主任
- 中華民國經濟學會理事長
- 「是非公論」旬刊社社長、「民主論壇」周刊社社長、「企業與經濟」月刊發行人
- 1990年6月22日，在台北逝世[9]

## 紀念
- 財團法人東吳經濟系校友基金會為紀念創系主任吳幹博士，特設置「吳幹博士獎學金」
- 四川省鄰水中學吳幹樓，系吳幹先生哲嗣吳文朗、吳文蓀、吳文飛兄弟捐資修建，現為學校圖書電教綜合樓[10]
- 2000東吳經濟學術研討會—紀念吳幹院長逝世十週年暨慶祝東吳大學建校百年 2000年3月4日

## 現代經濟觀念的薪傳者
- 現代經濟觀念的薪傳者-吳幹教授的經濟理念與政策取向，中研院院士于宗先先生紀念吳幹教授文[11]

## 立法院出席會期[5]
- 第1屆第5-29，31，33-35，37-40，78，81-85會期: 財政委員會
- 第1屆第5-10，32會期: 經濟委員會
- 第1屆第2、3、4會期 不詳
- 第1屆第1會期: 經濟及資源委員會、財政及金融委員會、外交委員會